# Mabubas
Mabubas – miasto w Angoli, w prowincji Bengo.